# Prkačini
Prkačini is een plaats in de gemeente Žminj in de Kroatische provincie Istrië. De plaats telt 33 inwoners (2001).